# Лейн Лувесейн
Лейн Лувесейн (нід. Leijn Loevesijn, 2 січня 1949) — нідерландський велогонщик.
Срібний призер Олімпійських Ігор 1968 року на тандемах.
Чемпіон світу з трекових велоперегонів 1971 року в спринті, бронзовий призер 1970 року в спринті.